# Czojdżildżawyn Samand
Czojdżildżawyn Samand (mong. Чойжилжавын Саманд; ur. 4 lutego 1937) – mongolski kolarz szosowy, olimpijczyk. 
Brał udział w igrzyskach olimpijskich w 1964 roku (Tokio). Startował w dwóch konkurencjach. Jazdy indywidualnej nie ukończył, a w drużynowym wyścigu na 100 kilometrów wraz z kolegami zajął 23. miejsce wśród 32 zespołów. Osiągnęli oni wynik 2-48:55,57 (skład  ekipy – Jandżingijn Baatar, Luwsangijn Erchemdżamc, Luwsangijn Buudaj, Czojdżildżawyn Samand).